# Aphrissa orbis
Aphrissa orbis is een vlindersoort uit de familie van de Pieridae (witjes), onderfamilie Coliadinae.
Aphrissa orbis werd in 1832 beschreven door Poey.